# アーキペラゴアーキテクツスタジオ
アーキペラゴアーキテクツスタジオ（ARCHIPELAGO ARCHITECTS STUDIO）は、日本のアトリエ系建築設計事務所。住宅建築賞金賞など多数受賞。2017年設立。

## 主な作品
- 「河童の家」
- 「Uの家」
- 「閉合の家」
- 「町家のかげおくり」